# 伊藤润二
伊藤潤二（日语：／、1963年7月31日—）日本恐怖漫畫家，岐阜縣出身，漫畫作品包括《富江》、《漩渦》、《恐怖漫畫精選集》等系列。
伊藤過去原本從事齒模技工，年幼時期便熱衷於楳圖一雄與古賀新一的恐怖漫畫，遂展開其自身的繪畫生涯。當前其作品擁有大量的狂熱粉絲，他也被稱為當代日本標誌性的恐怖漫畫家。同時他的作品已被改編為電影和動畫電視系列，包括《富江》電影系列、《伊藤潤二驚選集》以及《伊藤潤二狂熱：日本恐怖故事》動畫選集系列。

## 生平

### 早年生活
伊藤出身自岐阜縣惠那郡坂下町（今中津川市），自幼稚園（5歲）時期開始，伊藤熱衷於楳圖一雄、古賀新一等漫畫家的恐怖漫畫，並開始創作恐怖漫畫。於於岐阜縣立中津高等學校畢業後。1984年，他在齒科技工士専門學校畢業，從事齒模技工。
在得知了朝日索諾拉瑪《月刊Halloween》創設了「楳圖獎」後，1986年，他投稿的《富江》在第1屆楳圖賞中獲佳作入選（第一席），正式出道。當時的評審委員會成員包括楳圖一雄、稻川淳二、菊地秀行等人。

### 漫畫家出道
在漫畫出道後的初期，伊藤一邊作為牙科技工士工作，一邊作為兼職漫畫家進行創作。1990年，他辭去齒模技工一職，全職投入漫畫創作。此外，他與古賀新一、御茶漬海苔共同發起了一個將各自作品拍攝成電影的項目「古潤茶」，並擔任了真人電影《富江》的編劇和導演。
2015年，他負責了WOWOW影集W《黑暗的伴走者》中的漫畫創作。同年在臺灣舉辦展覽「伊藤潤二恐怖美學體驗大展」。。2018年，他的作品《伊藤潤二自選傑作集》被提名為第30屆艾斯納獎的提名作品。2019年，《科學怪人》獲得了艾斯納獎最佳漫畫改編作品獎，這是伊藤首次獲得艾斯納獎。
2021年，第33屆艾斯納獎中，《地獄星REMINA》獲最佳亞洲作品獎，《伊藤潤二短篇集BEST OF BEST》及《地獄星》在最佳作家/藝術家部門中獲獎。伊藤是第一位在這一類別獲獎的日本作家。同年8月，伊藤潤二擔任朝日新聞出版舉辦的「朝日恐怖漫畫大獎」的評審委員會主席。同年12月，《感應器》被美國《圖書館期刊》選為最佳書籍，成為首位獲得此獎的日本漫畫家（與浦澤直樹同時獲獎）。
2022年，第34屆艾斯納獎中，《至死不渝的愛》的英文版獲得最佳亞洲作品獎。這是伊藤第四次獲獎。2023年，第50屆昂雷國際漫畫節中，伊藤潤二獲得特別榮譽獎。同年，他在聖地牙哥漫畫大會上獲得了Inkpot獎。2024年4月27日至2024年9月1日，伊藤潤二展覽「誘惑」於世田谷文學館舉行。

## 作品列表
伊藤潤二的作品自1990年代開始逐漸出版。（以下日期以日本出版年份為準）

### 靈少女系列（ハロウィン少女コミック館）
- 閣樓的長髮（屋根裏の長い髪）（1990年1月）
- 地下室（地下室）（1990年2月）
- 鬼屋（1990年10月）
- JUNJI的恐怖搜集（JUNJIの恐怖コレクション）
  - 逃兵之家（脱走兵のいる家）（1991年3月）
  - 無頭雕刻（首のない彫刻）（1991年10月）
  - 快樂的暑假（楽しい夏休み）（1992年3月）
  - 鬼巷（1992年12月）
  - 布製教師（布製教師）（1993年8月）
- 潤二的恐怖夜話（JUNJIの恐怖夜話）
  - 呻吟的排水管（うめく排水管）（1994年3月）
  - 人頭氣球（首吊り気球）（1994年9月）
  - 墓碑鎮（墓標の町）（1994年11月）
- 魔音村（サイレンの村）（1995年2月）
- 恐怖的雙一系列－棺桶（シリーズ恐怖の双一 棺桶）（1995年9月）
- 恐怖的富江系列－畫家（シリーズ富江の恐怖 画家）（1996年2月）

### 單行本
- 科學怪人（フランケンシュタイン）（1994年12月）
- 恐怖罐頭（怪奇カンヅメ）（1996年11月）
- 至死不渝的愛（死びとの恋わずらい）（1997年5月）
- 隧道奇譚（トンネル奇譚）（1997年11月）
- 漩渦（全三冊，1998年10月～1999年4月）
- 特別篇：銀河（銀河）
- 富江 Part 3 -again-（富江 Again -富江 PART 3-）（2001年3月）
- 魚（全二冊，2002年4月～2002年7月）
- 特別短篇：頂樑柱悲話（大黒柱悲話）、阿彌殼斷層之怪（阿弥殻断層の怪）
- 禁入空間（ミミの怪談）原作：木原浩勝、中山市朗（2003年8月）
- 闇之聲（闇の声）（2005年6月）
- 地獄星REMINA（2006年5月）
- 特別短篇：眾人都是孤獨的（億万ぼっち）
- 新・闇之聲 潰談（新・闇の声 潰談）（2007年3月）
- 伊藤潤二的貓日記 小四與小六（伊藤潤二の猫日記 よん＆むー）（2009年11月）
- 黑色詭局（ブラックパラドクス）（2010年3月）
- 特別短篇：舔人的女人（舐め女）、詭異博覽會（怪奇パビリオン）
- 怪刺繪本（怪、刺す）原作：木原浩勝（2010年8月）
- 特別短篇：夏天的畢業旅行（夏の卒業旅行），補充：最後的短篇一樣是伊藤潤二改編自木原浩勝的小說，以漫畫版的形式詮譯。
- 憂國的拉斯普金原作：佐藤優、腳本：長崎尚志（全六冊）

| 冊數 | 小學館         | 小學館                 | 東立出版社    | 東立出版社             |
| 冊數 | 發售日期       | ISBN                   | 發售日期      | ISBN                   |
| ---- | -------------- | ---------------------- | ------------- | ---------------------- |
| 1    | 2010年12月25日 | ISBN 978-4-09-183610-6 | 2012年5月14日 | ISBN 978-986-10-9267-6 |
| 2    | 2011年6月30日  | ISBN 978-4-09-183859-9 | 2012年7月19日 | ISBN 978-986-10-9268-3 |
| 3    | 2011年10月28日 | ISBN 978-4-09-184154-4 | 2012年11月1日 | ISBN 978-986-10-9269-0 |
| 4    | 2012年5月2日   | ISBN 978-4-09-184454-5 | 2013年2月22日 | ISBN 978-986-317-222-2 |
| 5    | 2012年8月30日  | ISBN 978-4-09-184657-0 | 2013年10月4日 | ISBN 978-986-317-700-5 |
| 6    | 2012年12月27日 | ISBN 978-4-09-184806-2 | 2014年2月27日 | ISBN 978-986-324-579-7 |

- 魔之碎片（魔の断片）（2014年7月）
- 溶解教室（溶解教室）（2014年12月）
- 特別短篇：重逢（再会）、大地之子（大地の子）
- 人間失格（人間失格）太宰治作品的改編漫畫（於〈Big Comic Original〉2017年第10號開始連載、單行本共1卷）
- 感應 (全)（2021年2月）
- 山岳怪談 (全)（2021年7月）
- 漩渦 完全版 (全)（2021年8月）
- 幻怪地帶 (全)（幻怪地帯）（2022年3月）
- 伊藤潤二短篇集 BEST OF BEST (全)（2022年9月）

## 其他版本
- 富江（全）（2000年2月）台灣未代理，即將靈少女版的收錄在一起。

初次收錄：富江．小指
- 漩渦（big comics wide版）（2000年3月）台灣未代理，三本合一。
- 至死不渝的愛（完全版）（2001年3月）台灣未代理。

初次收錄：異聞・白衣的美少年（余話・白服の美少年）
- 闇之聲（全）（2009年3月）台灣未代理，闇之聲 + 新・闇之聲 潰談。
- 漩渦（big comics special版）（2010年8月）台灣未代理，另收錄佐藤優老師的解說。
- 伊藤潤二自選傑作集（2015年10月7日）東立出版，中信出版社出版预定。

新作：時裝模特兒．受詛咒的構圖（ファッションモデル・呪われたフレーミング）
- 伊藤潤二自選傑作集 歪（2018年3月20日）

伊藤潤二恐怖漫畫精選
| 冊數           | 朝日新聞     | 朝日新聞           | 東立出版社    | 東立出版社             |
| 冊數           | 發售日       | ISBN               | 發售日        | ISBN                   |
| -------------- | ------------ | ------------------ | ------------- | ---------------------- |
| 富江           | 1997年10月   | ISBN 4-25-790313-9 | 1998年9月     | ISBN 957-34-6915-4     |
| 富江 Part 2    | 1997年11月   | ISBN 4-25-790314-7 | 1999年4月     | ISBN 957-34-6919-2     |
| 肉色的妖怪     | 1997年12月   | ISBN 4-25-790315-5 | 1999年6月     | ISBN 957-34-6917-0     |
| 竊臉賊         | 1998年1月    | ISBN 4-25-790316-3 | 1999年7月     | ISBN 957-34-6918-9     |
| 雙一的快樂日記 | 1998年2月    | ISBN 4-25-790317-1 | 1999年8月     | ISBN 957-34-8250-9     |
| 雙一恣意的詛咒 | 1998年3月    | ISBN 4-25-790318-X | 1999年10月    | ISBN 957-34-8251-7     |
| 蛞蝓少女       | 1998年4月    | ISBN 4-25-790319-8 | 1999年10月    | ISBN 957-34-8252-5     |
| 血玉樹         | 1998年5月1日 | ISBN 4-25-790320-1 | 1999年11月    | ISBN 957-34-8253-3     |
| 頸之幻想       | 1998年6月    | ISBN 4-25-790321-X | 1999年12月    | ISBN 957-34-8875-2     |
| 傀儡家族       | 1998年7月    | ISBN 4-25-790322-8 | 2000年2月     | ISBN 957-34-8876-0     |
| 無街之城市     | 1998年8月    | ISBN 4-25-790323-6 | 2000年4月     | ISBN 957-34-8877-9     |
| 壞小孩         | 1998年9月    | ISBN 4-25-790324-4 | 2000年5月     | ISBN 957-34-8878-7     |
| 馬戲團來了     | 1998年10月   | ISBN 4-25-790325-2 | 2000年8月     | ISBN 957-34-9642-9     |
| 隧道奇譚       | 1998年11月   | ISBN 4-25-790326-0 | 2001年2月     | ISBN 957-34-9643-7     |
| 至死不渝的愛   | 1998年12月   | ISBN 4-25-790327-9 | 2001年8月     | ISBN 957-34-9644-5     |
| 科學怪人       | 1999年1月    | ISBN 4-25-790359-7 | 2007年2月27日 | ISBN 978-986-11-9727-2 |

伊藤潤二恐怖博物館
| 冊數              | 朝日新聞     | 朝日新聞           |
| 冊數              | 發售日       | ISBN               |
| ----------------- | ------------ | ------------------ |
| 富江 1            | 2002年5月    | ISBN 4-25-772159-6 |
| 富江 2            | 2002年5月    | ISBN 4-25-772160-X |
| 閣樓的長髮        | 2002年6月    | ISBN 4-25-772164-2 |
| 稻草人            | 2002年7月1日 | ISBN 4-25-772169-3 |
| 鬼巷              | 2002年8月    | ISBN 4-25-772173-1 |
| 雙一恣意的詛咒    | 2002年9月    | ISBN 4-25-772177-4 |
| 呻吟的排水管      | 2002年10月   | ISBN 4-25-772179-0 |
| 白砂村血譚        | 2002年11月   | ISBN 4-25-772184-7 |
| 押切怪談&科學怪人 | 2002年12月   | ISBN 4-25-772187-1 |
| 至死不渝的愛      | 2003年1月    | ISBN 4-25-772191-X |

伊藤潤二愛藏版|伊藤潤二傑作集
| 冊數           | 朝日新聞      | 朝日新聞               | 東立出版社     | 東立出版社             |
| 冊數           | 發售日        | ISBN                   | 發售日         | ISBN                   |
| -------------- | ------------- | ---------------------- | -------------- | ---------------------- |
| 富江 上        | 2011年1月20日 | ISBN 978-4-02-214056-2 | 2012年9月12日  | ISBN 978-986-317-092-1 |
| 富江 下        | 2011年1月20日 | ISBN 978-4-02-214057-9 | 2012年9月12日  | ISBN 978-986-317-093-8 |
| 雙一恣意的詛咒 | 2011年2月18日 | ISBN 978-4-02-214061-6 | 2012年10月17日 | ISBN 978-986-317-094-5 |
| 至死不渝的愛   | 2011年2月18日 | ISBN 978-4-02-214062-3 | 2013年2月2日   | ISBN 978-986-324-272-7 |
| 逃兵之家       | 2011年3月18日 | ISBN 978-4-02-214065-4 | 2013年8月26日  | ISBN 978-986-324-408-0 |
| 鬼巷           | 2011年3月18日 | ISBN 978-4-02-214066-1 | 2013年9月23日  | ISBN 978-986-324-787-6 |
| 無頭雕刻       | 2013年4月19日 | ISBN 978-4-02-214118-7 | 2014年6月12日  | ISBN 978-986-332-495-9 |
| 呻吟的排水管   | 2013年4月19日 | ISBN 978-4-02-214119-4 | 2014年8月12日  | ISBN 978-986-332-496-6 |
| 墓碑鎮         | 2013年6月20日 | ISBN 978-4-02-214123-1 | 2014年9月22日  | ISBN 978-986-337-059-8 |
| 科學怪人       | 2013年6月20日 | ISBN 978-4-02-214124-8 | 2014年10月31日 | ISBN 978-986-337-060-4 |
| 潰談           | 2013年8月20日 | ISBN 978-4-02-214128-6 | 2014年12月5日  | ISBN 978-986-337-209-7 |

## 影視化作品

### 電影
富江系列
- 富江（台譯：高校惡靈-富江）（1999年）
- 富江 Another Face（台譯：復活密碼-富江）（電視劇、共三篇故事）(1999年)
- 富江 replay（台譯：午夜凶靈-富江）（2000年）
- 富江 re-birth（台譯：怨念再生-富江）（2001年）
- 富江 最終章 ―禁断の果実―（台譯：禁忌之戀-富江）（2002年）
- 富江 BEGINNING（台譯：惡夢再臨-富江）（2005年）
- 富江 REVENGE（台譯：終極復仇-富江）（2005年）
- 富江VS富江（台譯：雙面魔性女）（2007年）
- 富江 Unlimited（台譯：富江：陰魂不散）（2011年）

其他
- 漩渦（2000年）
- 押切 OSHIKIRI（日语：押切 OSHIKIRI）（2000年）
- 案山子 KAKASHI（日语：案山子 KAKASHI）（2001年）
- 至死不渝的愛（死びとの恋わずらい）（台譯：伊藤潤二之鬼卜怪談）（2001年）
- 呻吟的下水道（日语：うめく排水管）（2004年）
- Marronnier（マロニエ）（2007年）：負責編劇及監製。
- 富夫（日语：富夫）（2011年）

### 電視劇
- 中古唱片（戦慄の旋律）（1992年）
- 富江 恐怖美少女（1999年）
- 伊藤潤二恐怖蒐集系列（日语：伊藤潤二恐怖コレクション）
  - 伊藤潤二 恐怖collection 「閣樓的長髮（屋根裏の長い髪）」（2000年）
  - 伊藤潤二 恐怖collection 「人頭氣球（首吊り気球）」（2000年）
  - 伊藤潤二 恐怖collection 「惡魔的理論（悪魔の理論）」（2000年）
  - 伊藤潤二 恐怖collection 「長夢（長い夢）」（2000年）
  - 伊藤潤二 恐怖collection 「竊臉賊（顔泥棒）」（2000年）
  - 伊藤潤二 恐怖collection 「押切怪談（押切）」（2000年）
  - 伊藤潤二 恐怖collection 「墓碑鎮（墓標の町）」（2000年）
- 世界奇妙物語（25週年特別春天～人氣漫畫家大賽版～）《地縛者》（2015）
- 聰明鎮（TBA）[15]

### 動畫
- 魚（ギョ，2011年） / OVA
- 伊藤潤二驚選集（伊藤潤二「コレクション」，2018年）/ 電視動畫
  - 2018年1月7日起於TOKYO MX電視台開始播放[16]。
- 漩渦（Uzumaki，2022年） / 電視動畫
- 伊藤潤二狂熱：日本恐怖故事（伊藤潤二「マニアック」，2023年）/ 網路動畫[17]

## 外部連結
日本
- 伊藤潤二粉絲俱樂部『潤二世界』 （日語）
- 伊藤润二的X（前Twitter） （英文）